# Zostera mucronata
Zostera mucronata là một loài thực vật có hoa trong họ Zosteraceae. Loài này được Hartog miêu tả khoa học đầu tiên năm 1970.